# Agrotis rutae
Agrotis rutae là một loài bướm đêm trong họ Noctuidae.